# Gouvernement Clavijo II
Canaries
Torres 
Le gouvernement Clavijo II (en espagnol : Segundo Gobierno Clavijo) est le gouvernement des Canaries depuis le 15 juillet 2023, sous la XIe législature du Parlement des Canaries.
Il est dirigé par le nationaliste centriste Fernando Clavijo, successeur du socialiste Ángel Víctor Torres après que celui-ci a perdu sa majorité aux élections de 2023. Il repose sur une coalition de trois partis entre la Coalition canarienne, le Parti populaire et le Groupement indépendant d'El Hierro. Il bénéficie du soutien sans participation du Groupement socialiste gomérien. Il succède au gouvernement Torres, composé de partis de gauche et centre gauche.

## Historique
Ce gouvernement est dirigé par l'ancien président nationaliste, Fernando Clavijo. Il est constitué d'une coalition entre la Coalition canarienne (CC), le Parti populaire (PP) et le Groupement indépendant d'El Hierro (AHI). Ensemble, ils disposent de 35 députés sur 70, soit 50 % des sièges du Parlement. Il bénéficie du soutien sans participation du Groupement socialiste gomérien (ASG), qui compte 3 députés, soit 4,3 % des sièges du Parlement.
Il est formé à la suite des élections autonomiques du 28 mai 2023.
Il succède donc au gouvernement de gauche et centre gauche du socialiste Ángel Víctor Torres, constitué et soutenu par une coalition entre le Parti socialiste ouvrier espagnol (PSOE), Nouvelles Canaries (NC), Podemos et le Groupement socialiste gomérien.

### Formation
Lors des élections, le Parti socialiste remporte la majorité relative mais la coalition soutenant le gouvernement sortant perd sa majorité absolue, en raison notamment de l'échec d'Unidas Sí Podemos à maintenir sa représentation parlementaire. La Coalition canarienne se maintient comme deuxième force politique et semble en mesure de forger une nouvelle majorité avec le Parti populaire et des partis insulaires, laissant Vox hors du gouvernement.
Le 1er juin, la CC et le PP ouvrent des négociations afin de former ensemble le prochain gouvernement des Canaries. Ils annoncent, le 6 juin suivant, être parvenus à un accord politique pour constituer une coalition gouvernementale. AHI signe rejoint cet accord le lendemain, prévoyant sa participation à l'exécutif. Le 8 juin, ASG s'y associe, mais sans rejoindre le conseil de gouvernement, assurant une majorité de 38 sièges sur 70 à Fernando Clavijo.
La nouvelle présidente du Parlement, Astrid Pérez, propose le 30 juin la candidature de Fernando Clavijo à la présidence de la communauté autonome et convoque le débat d'investiture les 11 et 12 juillet. Le 12 juillet, Fernando Clavijo est investi, comme prévu, par 38 voix pour et 32 voix contre, le Parti socialiste, Nouvelles Canaries et Vox exprimant effectivement leur opposition.

## Composition
| Poste                                                                                               | Titulaire | Titulaire                           | Parti |
| --------------------------------------------------------------------------------------------------- | --------- | ----------------------------------- | ----- |
| Président                                                                                           |           | Fernando Clavijo Batlle             | CC    |
| Vice-président Conseiller à l'Économie, à l'Industrie, au Commerce et aux Travailleurs indépendants |           | Manuel Domínguez González           | PP    |
| Conseiller aux Travaux publics, au Logement et à la Mobilité                                        |           | Pablo Rodríguez Valido              | CC    |
| Conseillère aux Finances et aux Relations avec l'Union européenne                                   |           | Matilde Pastora Asián González      | PP    |
| Conseillère à la Présidence, aux Administrations publiques, à la Justice et à la Sécurité           |           | Nieves Lady Barreto Hernández       | CC    |
| Conseiller à l'Éducation, à la Formation professionnelle, à l'Activité physique et aux Sports       |           | Hipólito Alejandro Suárez Nuez      | PP    |
| Conseiller à la Politique territoriale, à la Cohésion territoriale et à l'Eau                       |           | Manuel Miranda Medina               | CC    |
| Conseillère au Tourisme et à l'Emploi                                                               |           | Jéssica del Carmen de León Verdugo  | PP    |
| Conseillère à l'Enseignement supérieur, à la Science, à l'Innovation et à la Culture                |           | Migdalia María Machín Tavío         | CC    |
| Conseiller à la Transition écologique et à l'Énergie                                                |           | Mariano Hernández Zapata            | PP    |
| Conseillère au Bien-être social, à l'Égalité, à la Jeunesse, à l'Enfance et aux Familles            |           | María Candelaria Delgado Toledo     | CC    |
| Conseillère à la Santé                                                                              |           | Esther María Monzón Monzón          | CC    |
| Conseiller à l'Agriculture, à l'Élevage, à la Pêche et à la Souveraineté alimentaire                |           | Alejandro Narvay Quintero Castañeda | AHI   |